# Discographie de Jessye Norman
Cette page présente la discographie de Jessye Norman, ainsi que sa vidéographie.
Voici l'ensemble des enregistrements de studio ainsi que l'ensemble des enregistrements réalisés sur le vif qui ont été publiés par divers labels. Jessye Norman enregistre son premier disque de studio en 1969 pour le label EMI, un récital de mélodies de Wagner, Schubert et Poulenc, avec le pianiste Irwin Gage. Elle signe ensuite un contrat avec le label Philips pour lequel elle enregistre la plupart de ses disques de récitals ainsi que certaines de ses participations à des opéras et à des ouvrages symphoniques.

## Discographie
La date indiquée avant le nom du label est celle de l'enregistrement ; lorsqu'une date suit le nom du label, il s'agit de celle de la publication du disque.

### Opéras
- Bartók : Le Château de Barbe-Bleue (Judith) avec László Polgár, Orchestre symphonique de Chicago, Pierre Boulez  (dir.), 1993 - Deutsche Grammophon, 1998
- Beethoven : Fidelio (Léonore), avec Reiner Goldberg, Kurt Moll, Ekkehard Wlaschiha, Hans Peter Blochwitz, Staatskapelle de Dresde, Bernard Haitink (dir.), 1989 - Philips Classics
- Berlioz : Les Troyens (Cassandre & Didon) avec Edward Sooter, Allan Monk, Jocelyne Taillon, Paul Plishka, Orchestre et Chœurs du Metropolitan Opera, James Levine (dir.), live, New York, 1984 - Celestial Audio
- Bizet : Carmen (Carmen) avec Neil Shicoff, Mirella Freni, Simon Estes, François Le Roux, Maîtrise de Radio France, Chœur de Radio France, Orchestre national de France, Seiji Ozawa (dir.), 1988 - Philips
- Fauré : Pénélope (Pénélope) avec Alain Vanzo et José van Dam, Orchestre philharmonique de Monte-Carlo, Charles Dutoit (dir.), 1980 - Erato
- Gluck : Alceste (Alceste) avec Nicolai Gedda et Siegmund Nimsgern, Chœur et Orchestre symphonique de la Radiodiffusion bavaroise, Serge Baudo (dir.), 1982 - Orfeo
- Haydn : La vera costanza (Rosina), avec Helen Donath et Anthony Rolfe-Johnson, Orchestre de Chambre de Lausanne, Antal Dorati (dir.), 1976 - Philips
- Haydn : Armida (de) (Armida), avec Samuel Ramey et Anthony Rolfe-Johnson, Orchestre de Chambre de Lausanne, Antal Dorati (dir.), 1978 - Philips
- Mascagni : Cavalleria rusticana (Santuzza) avec Dmitri Hvorostovski et Giuseppe Giacomini, Orchestre de Paris, Semyon Bychkov (dir.), 1990 - Philips
- Meyerbeer : L'Africaine (Selica), chantée en italien, Orchestre du Mai musical florentin, Riccardo Muti (dir.), live à Florence, 1971 - Opera d'oro
- Mozart : Idomeneo (Idamante) avec Heather Harper et Nicolai Gedda, Orchestre symphonique de la RAI de Rome, Colin Davis (dir.), live à Rome, 25 mars 1971 - Opera d'oro
- Mozart : Le Nozze di Figaro (La comtesse) avec Mirella Freni, Ingvar Wixell, Wladimiro Ganzarolli, Yvonne Minton, Maria Casula, Robert Tear, BBC Symphony Orchestra, Colin Davis (dir.), 1971 - Philips
- Mozart : Die Gärtnerin aus Liebe, version allemande de La finta giardiniera (Arminda)  avec Helen Donath, Werner Hollweg, Ileana Cotrubas, Hermann Prey et Tatiana Troyanos, Orchestre symphonique de la NDR, Hans Schmidt-Isserstedt (dir.), 1972 - Philips
- Offenbach : La Belle Hélène (Hélène) avec John Aler, Charles Burles, Gabriel Bacquier et Jean-Philippe Lafont, Chœurs et Orchestre national du Capitole de Toulouse, Michel Plasson (dir.), 1984 - EMI
- Offenbach : Les Contes d'Hoffmann (Giulietta) avec Neil Shicoff et José van Dam, Orchestre du Théâtre royal de la Monnaie, Sylvain Cambreling (dir.), 1986 - EMI
- Offenbach : Les Contes d'Hoffmann (Antonia) avec Anne-Sofie von Otter, Francisco Araiza, Samuel Ramey et Cheryl Studer, Staatskapelle de Dresde, Jeffrey Tate (dir.), 1989 - Philips
- Purcell : Didon et Enée (Didon), avec Thomas Allen, English Chamber Orchestra, Raymond Leppard (dir.), 1985 - Philips
- Schoenberg : Erwartung, Orchestre du Metropolitan Opera, James Levine (dir.), 1989 - Philips
- Strauss : Ariadne auf Naxos (Primadonna/Ariadne) avec Julia Varady, Dietrich Fischer-Dieskau, Edita Gruberova, Paul Frey, Olaf Bär, Orchestre du Gewandhaus de Leipzig, Kurt Masur (dir.), 1988 - Philips
- Strauss : Scène finale de Capriccio, Syracuse Symphony Orchestra, Christopher Keene (dir.), live, Syracuse (NY), Mulroy Civic Center, Crouse-Hinds Concert Theater, 3 et 4 octobre 1975 - St Laurent Studio (Christopher Keene, vol. 15), 2022.
- Strauss : Salomé (Salomé) avec James Morris, Richard Leech, Staatskapelle de Dresde, Seiji Ozawa (dir.), 1990 - Philips
- Stravinsky : Œdipus rex (Jocaste) avec Thomas Moser, Siegmund Nimsgern et Michel Piccoli (narrateur), Orchestre symphonique de la Radiodiffusion bavaroise, Colin Davis (dir.), 1983 - Orfeo
- Stravinsky : Œdipus rex (Jocaste) avec Peter Schreier, Bryn Terfel et Georges Wilson (narrateur), Orchestre international Saito Kinen, Seiji Ozawa (dir.), 1993 - Philips
- Verdi : Aida (Aïda) avec Fiorenza Cossotto, Chœur et Orchestre lyrique de l'ORTF, Nino Sanzogno (dir.), live, Paris, Salle Pleyel, 4 mai 1973 - Opera d'oro
- Verdi : Un giorno di regno (Giulietta) avec Fiorenza Cossotto, José Carreras, Ingvar Wixell, Royal Philharmonic Orchestra, Lamberto Gardelli (dir.), 1973 - Philips
- Verdi : Il corsaro (Medora) avec Montserrat Caballé et José Carreras, New Philharmonia Orchestra, Lamberto Gardelli (dir.), 1975 - Philips
- Wagner : Tannhäuser (Elisabeth) avec Wolfgang Kassel, Josephine Veasey, Norman Bailey, Karl Ridderbusch, Orchestre du Royal Opera House, Covent Garden, Colin Davis (dir.), live, Londres, 1973 - Opera Depot
- Wagner : Lohengrin (Elsa) avec Plácido Domingo, Siegmund Nimsgern, Hans Sotin, Dietrich Fischer-Dieskau, Eva Randová, Orchestre philharmonique de Vienne, Georg Solti (dir.), 1986 - Decca
- Wagner : Die Walküre (Sieglinde), acte I, avec Jon Vickers et Gwynne Howell, Orchestre symphonique de Boston, Seiji Ozawa (dir.), concert à Tanglewood, 12.VIII.1978 - BSO/WCRB "Musical Marathon" (LP)
- Wagner, Die Walküre (Sieglinde), avec Siegfried Jerusalem, Kurt Moll et Theo Adam, Staatskapelle de Dresde, Marek Janowski (dir.), 1981 - RCA
- Wagner : Die Walküre (Sieglinde) avec Gary Lakes, Kurt Moll, James Morris, Hildegard Behrens et Christa Ludwig, Orchestre du Metropolitan Opera, James Levine (dir.), 1987 - Deutsche Grammophon
- Wagner : Parsifal (Kundry) avec Plácido Domingo, Kurt Moll, James Morris, Ian-Hendrik Rootering, Ekkehard Wlaschiha, Orchestre du Metropolitan Opera, James Levine (dir.), 1992 - Deutsche Grammophon
- Wagner : Tristan und Isolde, extraits (acte I, scènes 1, 2, 3 ; acte II, sc. 2 ; acte III, sc. 3, mort d'Isolde), avec Thomas Moser, Hanna Schwarz, Ian Bostridge, Orchestre du Gewandhaus de Leipzig, Kurt Masur (dir.), 1998 - Decca (coffret Jessye Norman - The Unreleased Masters), 2023
- Wagner : Mort d'Isolde (Isoldes Liebestod), Orchestre philharmonique de Vienne, Herbert von Karajan (dir.), concert à Salzbourg, 1987 - Deutsche Grammophon
- Wagner : Opera Scenes (Tristan und Isolde : prélude et mort d'Isolde ; Tannhäuser : ext. actes II et III ; Der fliegende Holländer : ballade de Senta ; Götterdämmerung : scène finale), Orchestre philharmonique de Londres, Klaus Tennstedt (dir.), 1987 - EMI
- Weber : Euryanthe (Euryanthe) avec Nicolai Gedda, Siegfried Vogel, Rita Hunter, Tom Krause, Staatskapelle de Dresde, Marek Janowski (dir.), 1974 - Berlin Classics

### Lieder, mélodies, cantates
- Berg : Der Wein, New York Philharmonic, Pierre Boulez (dir.), 1980 - Sony
- Berg : Sieben frühe Lieder, Altenberg Lieder, London Symphony Orchestra, Pierre Boulez (dir.), 1988 & 1984 ; Jugendlieder, Zwei Lieder, Ann Schein (piano), 1994 - Sony
- Berlioz : Les Nuits d'été, London Symphony Orchestra, Colin Davis (dir.), 1979  - Philips
- Berlioz : Cléopâtre, Orchestre de Paris, Daniel Barenboim (dir.), 1982  - Deutsche Grammophon
- Berlioz : Cléopâtre, Orchestre symphonique de Boston, Seiji Ozawa (dir.), février 1994 - Decca (coffret Jessye Norman - The Unreleased Masters), 2023
- Berlioz/Rouget de Lisle : La Marseillaise, Orchestre de Paris, Semyon Bychkov (dir.), 1988, pour le bicentenaire de la Révolution française - Philips, 1989
- Bernstein : Somewhere (West Side Story), Orchestre dirigé par Leonard Bernstein, 1993, paru dans l'album Leonard Bernstein - Somewhere (DGG, 1993), réédité dans le coffret Jessye Norman - The Complete Studio Recitals (Decca, 2023)
- Brahms : Lieder, Geoffrey Parsons (piano), 1980 - Philips
- Brahms : Lieder, Daniel Barenboim (piano), 1982 - Deutsche Grammophon
- Brahms : Rhapsodie pour alto, Orchestre de Philadelphie, Riccardo Muti (dir.), 1989 - Philips
- Britten, Phaedra, Orchestre symphonique de Boston, Seiji Ozawa (dir.), février 1994 - Decca (coffret Jessye Norman - The Unreleased Masters), 2023
- Chausson : Poème de l'amour et de la mer, Chanson perpétuelle, Mélodies, Orchestre philharmonique de Monte-Carlo, Armin Jordan (dir.), Michel Dalberto (piano), 1983 - Erato
- Debussy : L'Enfant prodigue (Lia) avec José Carreras et Dietrich Fischer-Dieskau, Orchestre symphonique de la Radio de Stuttgart, Gary Bertini (dir.), 1981 - Orfeo
- Duparc : La Vie antérieure, Phidylé, Chanson triste, L'Invitation au voyage, Dalton Baldwin (piano), 1976 - Philips (dans Les Chemins de l'amour)
- Haydn, Scena di Berenice, Orchestre symphonique de Boston, Seiji Ozawa (dir.), février 1994 - Decca (coffret Jessye Norman - The Unreleased Masters), 2023
- Mahler : Lieder, Irwin Gage (piano), 1972 - Philips (dans Schubert/Mahler)
- Mahler : Des Knaben Wunderhorn avec John Shirley-Quirk, Orchestre royal du Concertgebouw, Bernard Haitink (dir.), 1976 - Philips
- Mahler : Kindertotenlieder, Boston Symphony Orchestra, Seiji Ozawa (dir.), concert à Francfort, 1988  - Philips
- Mahler : Lieder eines fahrenden Gesellen, Orchestre philharmonique de Berlin, Bernard Haitink (dir.), 1989  - Philips
- Mahler : Das Lied von der Erde avec Jon Vickers, London Symphony Orchestra, Colin Davis (dir.), 1981 - Philips
- Mahler : Das Lied von der Erde avec Siegfried Jerusalem, Orchestre philharmonique de Berlin, James Levine (dir.), 1992 - Deutsche Grammophon
- Mozart : Airs de concert : Non più, tutto ascoltai… Non temer, amato bene… (K. 490), Chi'o mi scordi di te… Non temer, amato bene… (K. 505), Alfred Brendel (piano), Academy of St. Martin in the Fields, Neville Marriner (dir.), concert du 27 janvier 1978 à Strasbourg - Philips, réédition Decca Eloquence
- Poulenc : La Fraîcheur et le Feu, Tu vois le feu du soir, Irwin Gage (piano), 1969 - EMI
- Poulenc : Voyage à Paris, Montparnasse, La Grenouillère, Les Chemins de l'amour, Dalton Baldwin (piano), 1976 -  Philips (dans Les Chemins de l'amour)
- Ravel : Deux mélodies hébraïques, Dalton Baldwin (piano), 1976 -  Philips (dans Les Chemins de l'amour)
- Ravel : Shéhérazade, London Symphony Orchestra, Colin Davis  (dir.), 1979 - Philips
- Ravel : Chansons madécasses, Chanson du rouet, Dalton Baldwin (piano), Renaud Fontanarosa (violoncelle), Michel Debost (flûte), 1983 - EMI
- Ravel : Chansons madécasses, membres de l'Ensemble intercontemporain, Pierre Boulez (dir.), 1984  - Sony
- Satie : La Statue de bronze, Daphénéo, Le Chapelier, Je te veux, Dalton Baldwin (piano), 1976 -  Philips (dans Les Chemins de l'amour)
- Schoenberg : Lied der Waldtaube, Ensemble intercontemporain, Pierre Boulez (dir.), 1977 - Sony
- Schoenberg : Gurrelieder (Tove) avec Tatiana Troyanos et James McCracken, Boston Symphony Orchestra, Seiji Ozawa (dir.), 1979 - Philips
- Schoenberg : Brettl-Lieder, James Levine (piano), 1990 - Philips
- Schubert : 3 Lieder - Irwin Gage (piano), 1969 - EMI
- Schubert : Lieder, Irwin Gage, 1972 -  Philips  (dans Schubert/Mahler)
- Schubert : Lieder, Phillip Moll (piano), 1984 - Philips
- Schumann : L'Amour et la Vie d'une femme (Frauenliebe und Leben), Liederkreis op. 39, Irwin Gage (piano), 1975 - Philips
- Strauss : Quatre derniers Lieder (Vier letzte Lieder), et autres Lieder avec orchestre, Orchestre du Gewandhaus de Leipzig, Kurt Masur (dir.), 1982 - Philips
- Strauss : Quatre derniers Lieder, Orchestre philharmonique de Berlin, James Levine (dir.), enregistrés en concert à la Philharmonie de Berlin, 23-24 mai 1989 - Decca (coffret Jessye Norman - The Unreleased Masters), 2023
- Strauss : Quatre derniers Lieder, Orchestre philharmonique de Munich, Sergiu Celibidache (dir.), concert à Munich, 14 novembre 1992 - Artists
- Strauss : Lieder, Geoffrey Parsons (piano), 1985 - Philips
- Strauss : 3 Lieder ("Cäcilie", "Ich tragge meine Minne", "Mit deinen blauen Augen"), Geoffrey Parsons (piano), extrait d'un récital à Salzbourg le 27 juillet 1980 (dans le coffret Richard Strauss, Salzburger Liederabende 1956-2010) - Orfeo
- Strauss : 5 Lieder ("Cäcilie", "Ruhe, meine Seele", "Meinem kinde", "Wiegenlied", "Zueignung"), Scène finale de Salomé, London Philharmonic Orchestra, Klaus Tennstedt (dir.), concert à Londres, Royal Festival Hall, le 4 mai 1986 - LPO/BBC, 2021
- Tchaïkovski : les Chansons françaises op. 65, no 1 « Sérénade » & no 6 « Rondel » et l'air « Adieu, forêts » (extrait de l'opéra La Pucelle d'Orléans), dans Tchaikovsky Gala in Leningrad, avec Evgeni Shenderovich (piano), Itzhak Perlman, Yo-Yo Ma, Orchestre philharmonique de Léningrad, Youri Temirkanov (dir.), concert de gala à Léningrad pour les 150 ans du compositeur, 1990 - RCA[1]
- Wagner : Wesendonck Lieder, Irwin Gage (piano), 1969 - EMI
- Wagner : Deux Wesendonck Lieder : Schmerzen et Träume, BBC Symphony Orchestra, Colin Davis (dir.), concert aux BBC Proms à Londres, Royal Albert Hall, 1972 -  Philips (dans The Last Night of the Proms)
- Wagner : Wesendonck Lieder, BBC Symphony Orchestra, Pierre Boulez (dir.), concert à Londres, BBC Proms, 1974 - Gala
- Wagner : Wesendonck Lieder et Mort d'Isolde (Isoldes Liebestod), London Symphony Orchestra, Colin Davis (dir.), 1975 - Philips
- Wagner : Wesendonck Lieder, Orchestre philharmonique de Berlin, James Levine (dir.), enregistrés en concert à la Philharmonie de Berlin, 4, 6, 7 novembre 1992 - Decca (coffret Jessye Norman - The Unreleased Masters), 2023

### Récitals
- Wagner, Wesendonck Lieder / Schubert / Poulenc - Irwin Gage (piano), 1969 - EMI
- Récital au festival du Mai musical florentin (Purcell-Mort de Didon, Wagner-Wesendonck Lieder, Mahler-Rückert-Lieder, Ravel-Deux mélodies hébraïques, Spirituals, Wolf, Debussy), Irwin Gage (piano), Florence, 1971 - Memories ; réédition Opera d'oro (An Evening with Jessye Norman)[2]
- Jessye Norman : Edinburgh International Festival 1972 (Brahms, Ravel, Schubert, Strauss, Mahler, spiritual), Irwin Gage (piano), récital à Édimbourg, Freemasons' Hall, 29 août 1972 - Arkadia
- Schubert / Mahler : Lieder, Irwin Gage (piano), 1972  - Philips
- Les Chemins de l'amour (Duparc, Ravel, Poulenc, Satie), Dalton Baldwin (piano), 1976 - Philips
- Gala Concert - Norman/Gulda/Ambros - Live from Vienna, avec Wolfgang Ambros et Friedrich Gulda, concert de gala au Konzerthaus de Vienne le 5 septembre 1986 [accompagnée par Gulda au piano, Norman chante « Les chemins de l'amour » de Poulenc, la « Vocalise » de Ravel et le spiritual « He's got the whole world in his hands »] - Amadeo, 1987
- Live at Hohenems (Haendel, Schumann, Schubert, Brahms, Strauss, spirituals), Geoffrey Parsons (piano), récital à Hohenems, Autriche, 1987 - Philips
- Jessye Norman Live (Haydn, Haendel, Berg, Mahler, Strauss, spirituals, Ravel), Geoffrey Parsons (piano), enregistré lors des récitals de la tournée européenne de novembre 1987 - Philips
- Salzburg Recital (Beethoven-Sechs Geistliche Lieder, Wolf, Debussy), James Levine (piano), récital à Salzbourg, 1990 - Philips
- Récital à Salzbourg (Strauss, Tchaïkovski, Wagner-Wesendonck-Lieder, Schoenberg-Brettl-Lieder), James Levine (piano), 6 août 1991 - Orfeo, 2016

### Symphonies, messes, oratorios
- Beethoven : Missa solemnis avec Cheryl Studer, Plácido Domingo et Kurt Moll, Orchestre philharmonique de Vienne, James Levine  (dir.), 1991 - Deutsche Grammophon
- Beethoven : Symphonie no 9 avec Brigitte Fassbaender, Plácido Domingo et Walter Berry, Orchestre philharmonique de Vienne, Karl Böhm (dir.), 1980 - Deutsche Grammophon
- Beethoven : Symphonie no 9, avec Reinhild Runkel, Robert Schunk et Hans Sotin, Orchestre symphonique de Chicago, Georg Solti (dir.), 1986 - Decca
- Berlioz : Roméo et Juliette, avec John Aler et Simon Estes, Wesminster Choir, Philadelphia Orchestra, Riccardo Muti (dir.), 1986 - EMI, 1988 ; report Warner Classics, 2008
- Brahms : Un requiem allemand (Ein deutsches Requiem), avec Jorma Hynninen, Orchestre philharmonique de Londres, Klaus Tennstedt (dir.), 1984 - EMI
- Bruckner : Te Deum, avec Samuel Ramey, David Rendall et Yvonne Minton, Orchestre symphonique de Chicago, Daniel Barenboïm (dir.), 1981 - Deutsche Grammophon
- Franck : Les Béatitudes (oratorio), avec Brigitte Fassbaender, René Kollo, Dietrich Fischer-Dieskau, Orchestre symphonique de la Radiodiffusion bavaroise, Rafael Kubelik (dir.), 1974 - Gala
- Mahler : Symphonie no 2 avec Eva Marton, Orchestre philharmonique de Vienne, Lorin Maazel (dir.), 1983 - Sony
- Mahler : Symphonie no 2, avec Barbara Hendricks, Musicians against Nuclear Arms Orchestra, Leonard Bernstein (dir.), concert à Washington, 8 janvier 1984 - Rare Moth
- Mahler : Symphonie no 3, Orchestre philharmonique de Vienne, Claudio Abbado (dir.), 1982 - Deutsche Grammophon
- Mahler : Symphonie no 3, Orchestre symphonique de Boston, Seiji Ozawa (dir.), concert, 1993 - Philips
- Tippett : A Child of Our Time (oratorio), avec Janet Baker et John Shirley-Quirk, Orchestre symphonique de la BBC, Colin Davis (dir.), 1975 - Philips
- Verdi : Messa da Requiem, avec Agnes Baltsa, José Carreras, Ievgueni Nesterenko, Chœur & Orchestre symphonique de la Radiodiffusion bavaroise, Riccardo Muti (dir.), concert à Munich, 8-9.X.1981 - BR Klassik/RMMusic, 2021

### Spirituals, chants sacrés
- Spirituals, Dalton Baldwin (piano), Ambrosian Singers, Willis Paterson (dir.), 1978 - Philips
- Sacred Songs, Ambrosian Singers, Royal Philharmonic Orchestra, Alexander Gibson (dir.), 1981 - Philips
- Great Day in the Morning, Elizabeth Cooper (piano), Willis Paterson (dir.), enregistrement sonore du spectacle de Bob Wilson sur des spirituals donné au Théâtre des Champs-Élysées à Paris en octobre 1982, enregistré au préalable au Conservatoire de musique de Paris en septembre 1982 - Philips (LP seulement, 1982 ; réédition en LP des seuls spirituals chantés par Jessye Norman, 1984 ; quatre titres de ce disque ont été repris en CD dans la compilation intitulée Amazing Grace, 1990 : "Steal away", "Calvary", "City called Heaven", "Amazing Grace") ; réédition de l'ensemble du disque dans le coffret Jessye Norman - The Complete Studio Recitals, Decca, 2023
- Christmastide, New York Choral Society, American Boychoir, Empire Chamber Ensemble, Robert de Cormier (dir.), 1986 - Philips
- Les plus beaux Ave Maria et chants sacrés, Orchestre Pro Arte de Munich, Kurt Redel (dir.), 1988 - Philips
- Spirituals in Concert, avec Kathleen Battle, des membres de l'orchestre et du chœur du Metropolitan Opera, James Levine (dir.), concert à New York, Carnegie Hall, le 18 mars 1990 - Deutsche Grammophon
- Jessye Norman à Notre-Dame - Récital de Noël, Chœur Vittoria, Maîtrise de Radio France, Orchestre de l'Opéra de Lyon, Lawrence Foster (dir.), concert à la cathédrale Notre-Dame de Paris, 19 décembre 1990 - Philips
- In the Spirit : Musique sacrée de Noël, Orchestre de l'église Saint-Luc, David Robertson (dir.), 1996 - Philips

### Divers
- With a Song in My Heart (Richard Rodgers, Cole Porter, George Gershwin, Jerome Kern…), John Williams et l'Orchestre Boston Pops, 1984 - Philips
- Hymne à la liberté, composé par Georges Delerue pour la bande originale du film La Révolution française, enregistrée dans les Studios CBS avec le British Symphony Orchestra sous la direction du compositeur - Polydor, 1989 ; réédition Music Box Records, 2014
- Lucky to Be Me (Leonard Bernstein, George Gershwin, Kurt Weill, Michel Legrand, Billy Joel, Richard Rodgers), John Williams (piano), 1989 - Philips
- Faster, Higher, Stronger, hymne des Jeux olympiques d'été de 1996 à Atlanta, musique de Mark Watters, paroles de Lorraine Feather, Atlanta Symphony Orchestra & Chorus, Mark Watters (dir.) - Philips, 1996, réédition dans le coffret Jessye Norman - The Complete Studio Recitals (Decca, 2023)
- I Was Born in Love With You: Jessye Norman sings Michel Legrand, Michel Legrand (piano), Ron Carter (contrebasse), Grady Tate (batterie), enregistré en 1997 à New York - Philips, 2000
- Roots: my Life, my Song, concert à la Philharmonie de Berlin, 2009 - Sony

### Compilations
- Amazing Grace, compilation d'enregistrements de spirituals et de chants sacrés réalisés entre 1978 et 1987 - Philips, 1990
- The Very Best of Jessye Norman, 2 CD - EMI, 2003.
- The Complete Studio Recitals - Decca, Deutsche Grammophon & Philips, 42 CD & 3 DVD - Decca, 2023[3].
- The Unreleased Masters (Wagner, Strauss, Haydn, Berlioz, Britten), 3 CD - Decca, 2023.

## Vidéographie

### Opéras
- Bartók : Le Château de Barbe-Bleue (Judith), en anglais, avec Samuel Ramey, Orchestre du Metropolitan Opera, James Levine (dir.), Göran Järvefelt (mise en scène), New York, février 1989 - House of Opera
- Berlioz : Les Troyens (Cassandre), avec Plácido Domingo et Tatiana Troyanos, Orchestre du Metropolitan Opera, James Levine (dir.), Fabrizio Melano (mise en scène), New York, 1983 - Deutsche Grammophon-Universal
- Rameau : Hippolyte et Aricie (Phèdre), avec Rachel Yakar, Jennifer Smith, John Aler, Jules Bastin, José van Dam, Monteverdi Choir, English Baroque Soloists, John Eliot Gardiner (dir.), Pier Luigi Pizzi (mise en scène), Festival international d'art lyrique d'Aix-en-Provence, Théâtre de l'Archevêché, juillet 1983 - House of Opera
- Strauss : Ariadne auf Naxos (Primadonna/Ariadne), avec James King, Kathleen Battle et Tatiana Troyanos, Orchestre du Metropolitan Opera, James Levine (dir.), Bodo Igesz (mise en scène), New York, 1988 - Deutsche Grammophon-Universal
- Stravinsky : Œdipus rex (Jocaste), avec Philip Langridge et Bryn Terfel, Orchestre international Saito Kinen, Seiji Ozawa (dir.), Julie Taymor (mise en scène), Festival Seiji Ozawa de Matsumoto, 1992 - Philips-Universal
- Wagner : Die Walküre (Sieglinde), avec Gary Lakes, James Morris, Hildegard Behrens et Christa Ludwig, Orchestre du Metropolitan Opera, James Levine (dir.), Otto Schenk (mise en scène), New York, 1990 - Deutsche Grammophon-Universal

### Concerts
- Verdi : Requiem, avec Margaret Price, José Carreras et Ruggero Raimondi, Chœur du Festival d'Édimbourg, Orchestre symphonique de Londres, Claudio Abbado (dir.), concert au Festival international d'Édimbourg, 1982 - Arthaus Musik
- Wagner : Mort d'Isolde (Isoldes Liebestod), Orchestre philharmonique de Vienne, Herbert von Karajan (dir.), concert et extrait de répétition, Salzbourg, 1987, dans le film Karajan in Salzburg - Deutsche Grammophon
- Hohenems Recital (Haendel, Schumann, Schubert, Brahms, Strauss, spirituals), Geoffrey Parsons (piano), récital à Hohenems, Autriche, 1987 - Philips
- Christmastide, American Boychoir, Ely Cathedral Choristers, Vocal Arts Chorus, Bournemouth Symphony Orchestra, Robert de Cormier (dir.), concert enregistré à la cathédrale d'Ely, 15-17 juillet 1987 - Philips
- Live at Hohenems (Haendel, Schumann, Schubert, Brahms, Strauss, spirituals), Geoffrey Parsons (piano), récital à Hohenems, Autriche, 1987 - Decca (coffret Jessye Norman - The Complete Studio Recitals), 2023
- Spirituals in concert, avec Kathleen Battle, des membres de l'orchestre et du chœur du Metropolitan Opera, James Levine (dir.), concert au Carnegie Hall à New York le 18 mars 1990 - Deutsche Grammophon
- Tchaikovsky Gala in Leningrad, avec Evgeni Shenderovich (piano), Itzhak Perlman, Yo-Yo Ma, Orchestre philharmonique de Léningrad, Youri Temirkanov (dir.) ; Jessye Norman chante les Chansons françaises op. 65, no 1 « Sérénade », no 2 « Déception », no 6 « Rondel », ainsi que l'air « Adieu, forêts » (extrait de l'opéra La Pucelle d'Orléans) de Tchaïkovski ; concert de gala à Léningrad pour les 150 ans du compositeur, 1990 - Cami Video, 1991
- Jessye Norman at Christmas, Orchestre de l'Opéra de Lyon, Lawrence Foster (dir.), concert à Notre-Dame de Paris, décembre 1990 - Philips-Universal
- Symphony for the Spire, avec Plácido Domingo, Kenneth Branagh, Ofra Harnoy et Charlton Heston, Philharmonia Chorus, English Chamber Orchestra, Richard Armstrong (dir.) – Jessye Norman chante trois lieder de Richard Strauss –, spectacle enregistré à la cathédrale de Salisbury, 1991 - Warner
- The Seattle Symphony Orchestra Live From Benaroya Hall, Gerard Schwarz (dir.) – Jessye Norman chante l'immolation de Brünnhilde (Götterdämmerung) et "Dich, teure Halle" (Tannhäuser) de Wagner –, 1998 - Lark
- The People's Passion: A Musical for Easter, musique de Donald Fraser, avec Thomas Allen, Boys of St. Paul's Cathedral Choir, City of London Sinfonia, John Scott (dir.), 1999 - Warner
- Vangelis : Mythodea: Music for the NASA Mission: 2001 Mars Odyssey, avec Vangelis (claviers), Kathleen Battle, Chœur de l'Opéra national de Grèce, London Metropolitan Orchestra, Blake Neely (dir.), concert conçu par Vangelis et enregistré au Temple de Zeus olympien à Athènes, le 28 juin 2001 - Sony

### Documentaires
- Jessye Norman sings Carmen, film de Susan Froemke, Peter Gelb, Albert Maysles et Charlotte Zwerin, avec le Chœur de Radio France, l'Orchestre national de France, Seiji Ozawa (dir.), Janine Reiss (répétitrice de français), Neil Shicoff (Don José), Simon Estes (Escamillo), enregistré dans les studios de Radio France, juillet 1988 - Cami Video/Philips, 1989
- Jessye Norman: A Portrait, film d'André Heller - Decca-Universal, 2008, réédition dans le coffret Jessye Norman - The Complete Studio Recitals, Decca, 2023
- Apparitions de Jessye Norman dans des documentaires dont elle n'est pas le sujet principal :
  - Marian Anderson, film de Juan Williams, 1991 - Kultur
  - Ozawa, film de Deborah Dickson, Susan Froemke, Albert Maysles, David Maysles et Ellen Hovde, 1985 - Kultur
  - Absolute Wilson, film de Katharina Otto-Bernstein consacré au metteur en scène Bob Wilson, 2006 - Films sans frontières